# Brookskette
Die bis 2749 m hohe Brookskette (englisch Brooks Range [ˈbrʊks ˌreɪndʒ]) ist neben der Alaskakette die zweite große Bergkette Alaskas und zieht sich entlang des 68. Breitengrades vom Beringmeer im Westen bis zur Beaufortsee im Nordosten nördlich des Polarkreises über rund 1100 km durch Alaska (USA) bis ins Yukon-Territorium (Kanada) (bzw. rund 1300 km einschließlich der Richardson Mountains).
Der Mount Isto ist mit 2736 m die höchste Erhebung der Brookskette, die flächenmäßig etwa ein Fünftel des Staates bedeckt.
Entstanden ist die Brookskette vor etwa 90 Millionen Jahren durch eine Kollision Alaskas mit einer anderen Kontinentalplatte. Durch das Gebirge wird das Innere Alaskas etwas vor den Stürmen, die jeden Winter von den Eismeeren kommen, geschützt.
Auf der Nordseite liegt die North Slope, eine baumlose, flache und von vielen Seen bedeckte Tundra, die sich bis zur arktischen Küste erstreckt. Auf der Südseite liegen im Binnenland die riesigen Flusstäler des Koyukuk und des Yukon Rivers.
Die Brookskette gliedert sich in die Gebirgszüge De Long Mountains, Baird Mountains, Schwatka Mountains, Endicott Mountains, Philip Smith Mountains, Eastern Brooks Range und das Colville Area am Polarmeer. Häufig werden auch die bereits in Kanada liegenden Richardson Mountains zur Brookskette gezählt.
Von Geologen und US-Geographen wird die Brooks Range als Ausläufer der Rocky Mountains betrachtet, verbunden über die Richardson und Mackenzie Mountains.
| - Mount Isto (2736 m) - Mount Hubley (2717 m) - Mount Chamberlin (2713 m) - Mount Michelson (2699 m) - Contact Peak (2646 m) | - Mount Waw (2626 m) - Tugak Peak (2591 m) - Schwanda Peak (2591 m) - Mount Suki (2530 m) |